# 簾舞
簾舞（みすまい）は、北海道札幌市南区の地名。
札幌市中心部から定山渓温泉方向に伸びる国道230号に沿う地域である。リンゴやイチゴなどを栽培する果樹園が多く、札幌への農産物の供給地として機能している

## 語源と概要
アイヌ語の「渓谷にあるもの（川）」という意味の「ニセイ・オマㇷ゚」が語源。それが訛って「ミソマップ」と呼ばれるようになり、さらに「簾舞」という漢字が当てられた。
日本語読みに当てた漢字「簾」一字を以って「みす」と読ませている語源は「御簾（みす）」。明治期、この地域にある豊平川の一つの支流が滝のようになっている様が、そう例えられたためであるという説が有力である。札幌市内の地名は比較的読みやすいものが殆どである中で、これは難読地名の一つとなっている。
一方、この地域の中央部を南北に通っている丘陵は「二星岱（ニセイダイ）」と名づけられているが、前述のアイヌ語からの語源「ニセイオマップ」の前半の部分を地名に当てたといわれている。一つの地域の名称とそこにある特定の地名とが、同一語源にもかかわらず名付けられた時代により異なっている状態となり、そのため現在に至っては、その知識なしで一聴するだけでは双方の関連性を理解するのは困難になっている(現在は、国道230号が貫通しているために切り通しとなり、南北に寸断されている)。

## 歴史
1871年（明治4年）に本願寺道路が開削されたとき当地は無人であったため、開拓使は翌年に休憩所や宿泊所として簾舞通行屋を設け、黒岩清五郎が屋守に任じた。
1884年（明治17年）：札幌農学校の第4農場が開設されて以来、農業が盛んになった。果樹園は1892年（明治25年）ごろから始まった。
定山渓鉄道線が1969年まで運行していた。簾舞駅と東簾舞停留所とが、この地区にあった。

## 住所
| 町丁                              | 郵便番号 |
| --------------------------------- | -------- |
| 簾舞1条1丁目～2丁目、4丁目〜5丁目 | 061-2261 |
| 簾舞2条1丁目～5丁目               | 061-2262 |
| 簾舞3条1丁目～3丁目、5丁目〜6丁目 | 061-2263 |
| 簾舞4条1丁目～3丁目、6丁目        | 061-2264 |
| 簾舞5条1丁目～2丁目               | 061-2265 |
| 簾舞6条1丁目～2丁目               | 061-2266 |
| 簾舞○番地                         | 061-2272 |

## ギャラリー

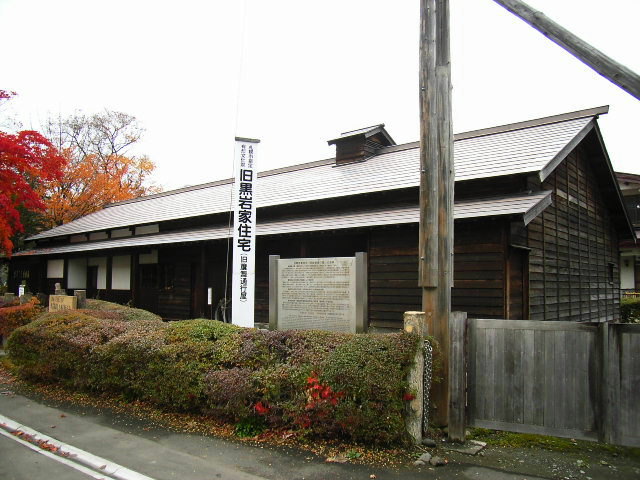
簾舞通行屋
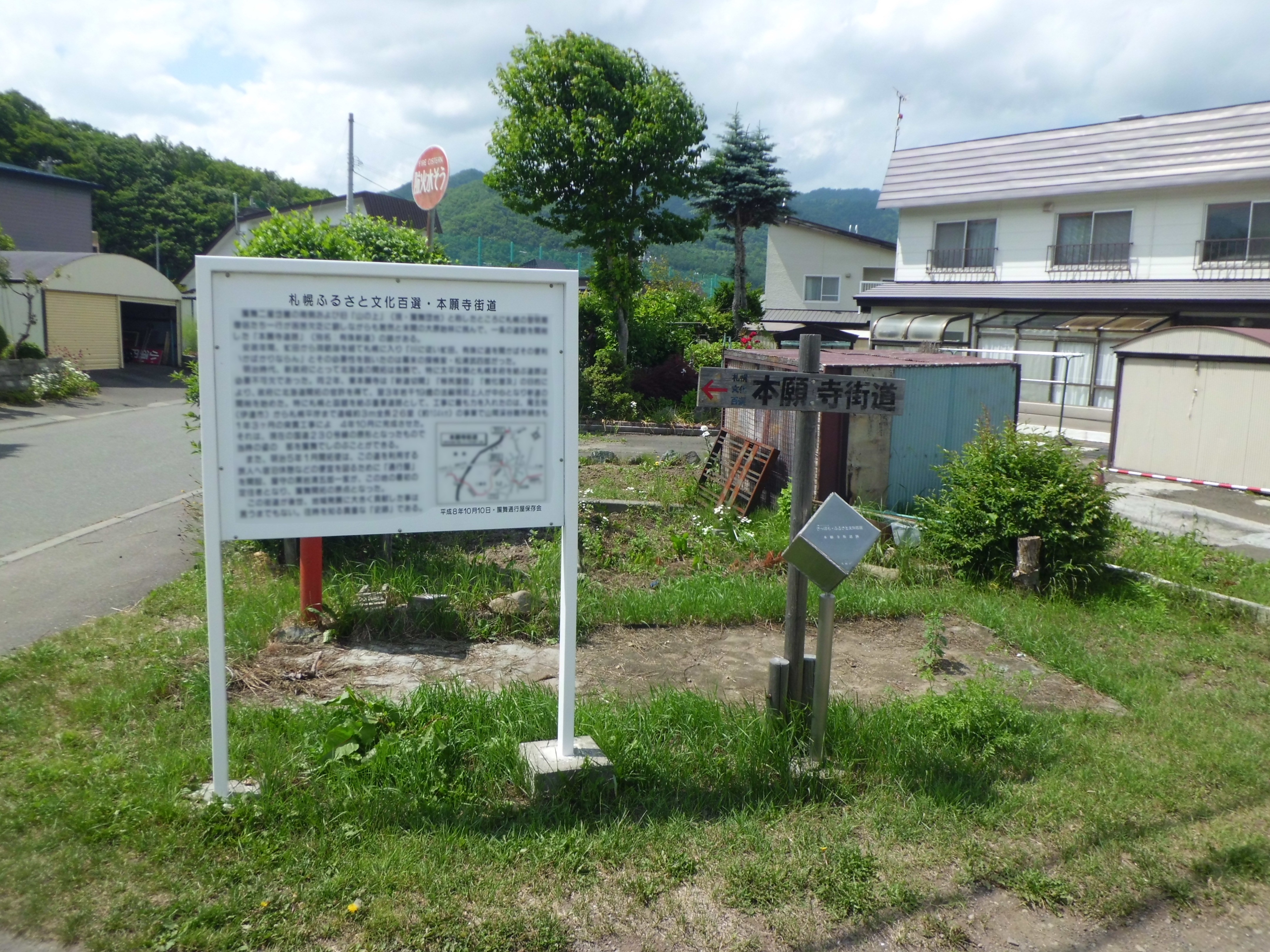
本願寺街道 案内板
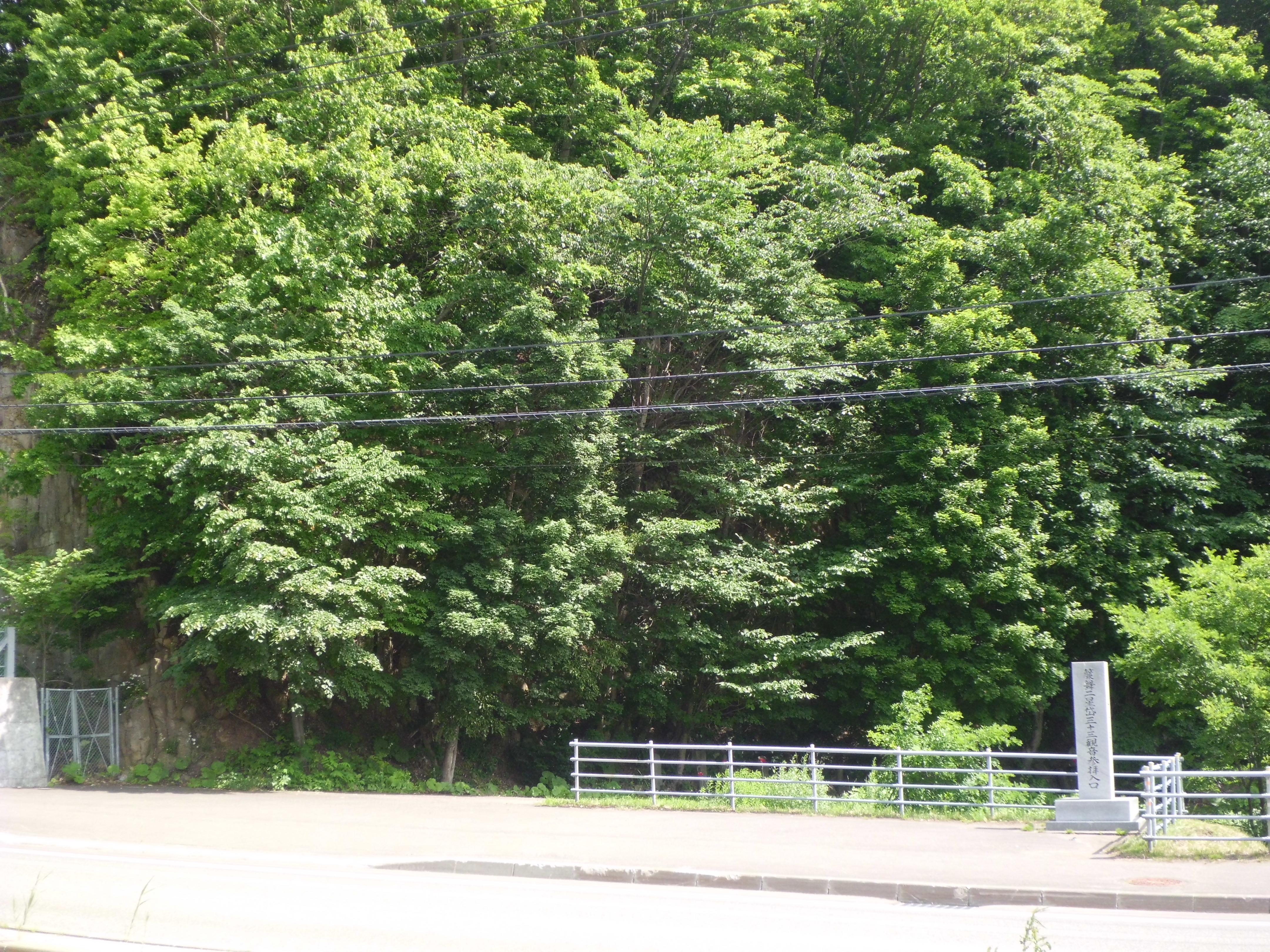
二星岱三十三観音 入口
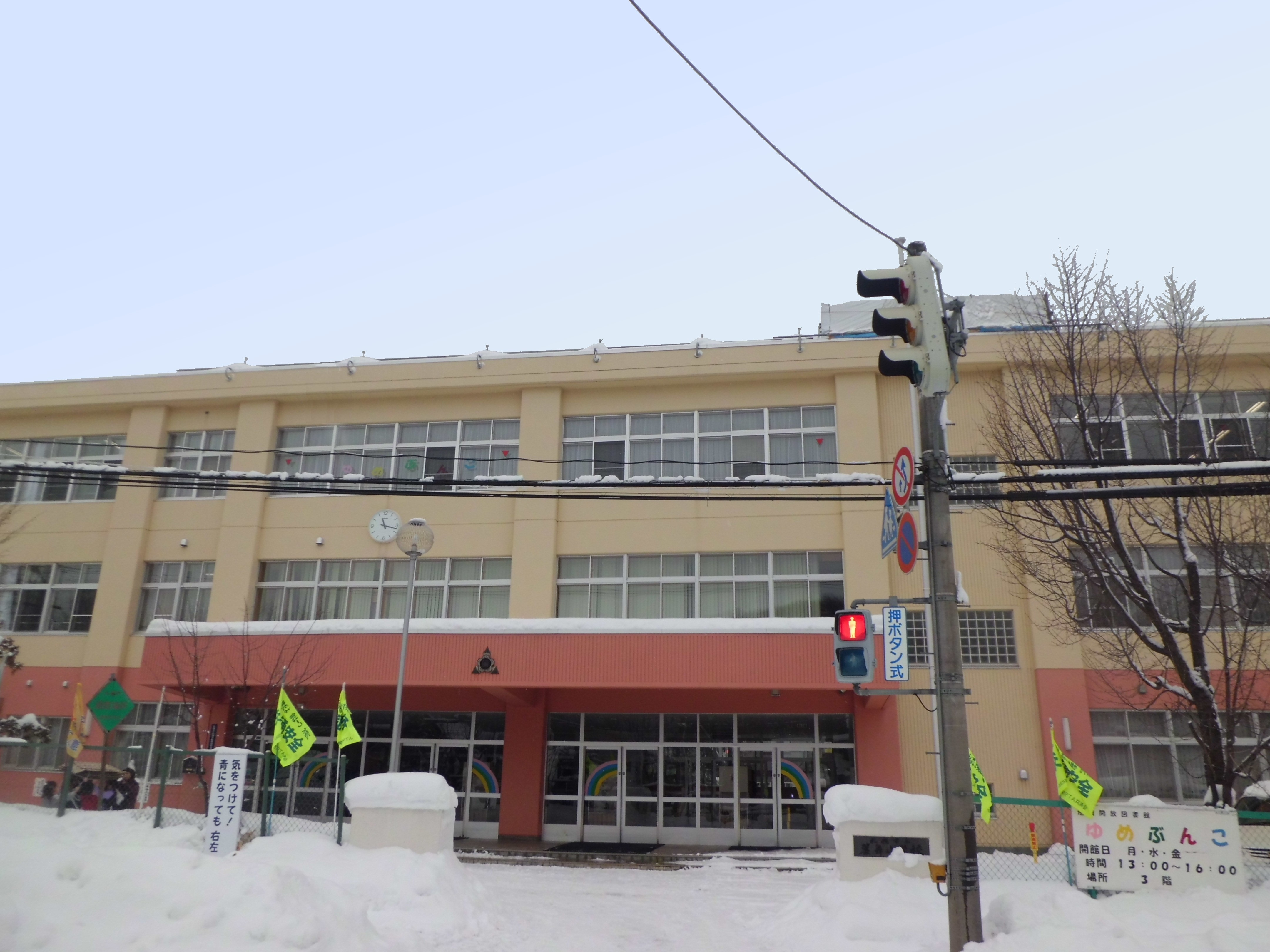
簾舞小学校
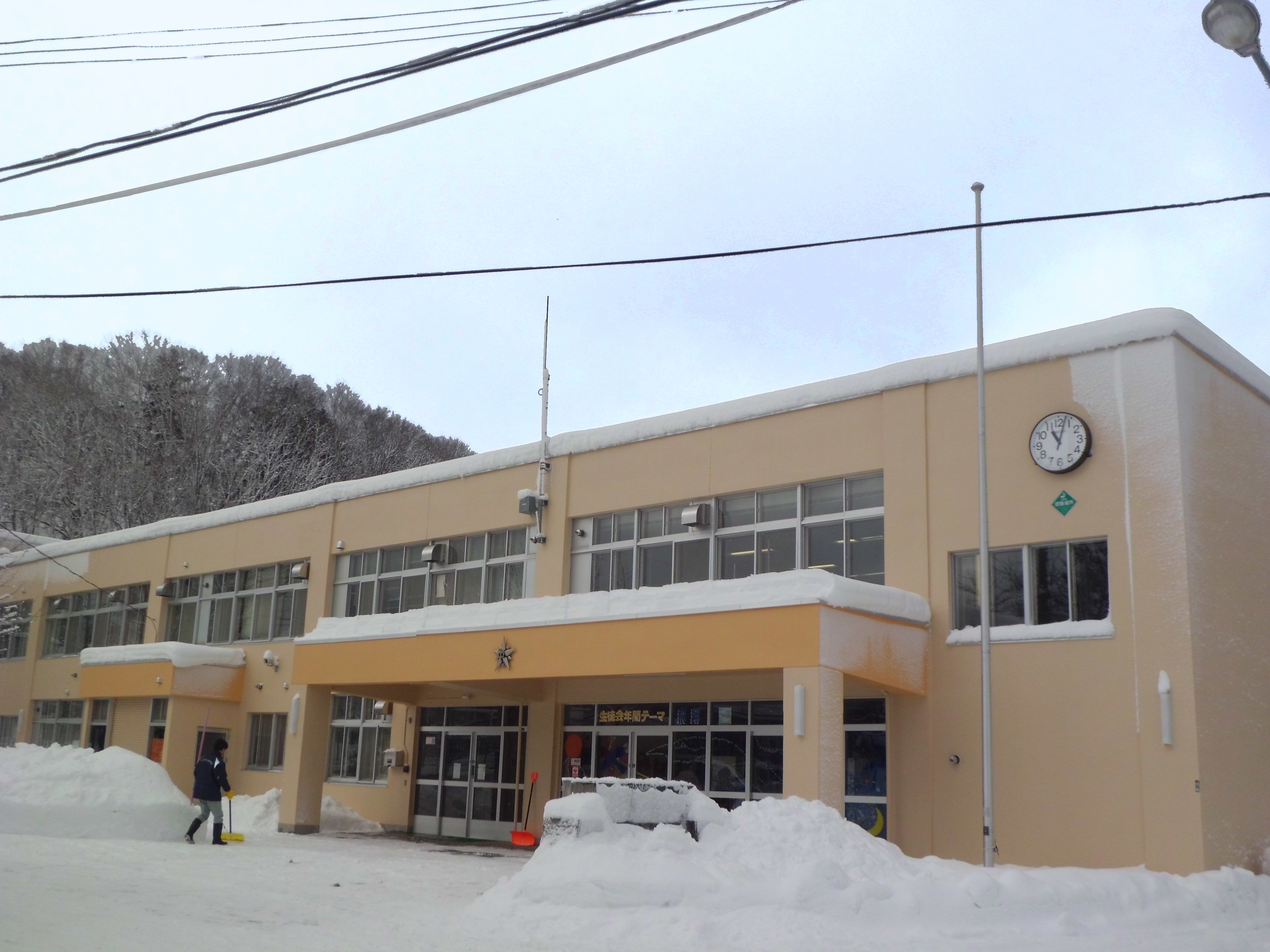
簾舞中学校